# SIM (Milaan)
SIM is een historisch merk van bromfietsen.
De bedrijfsnaam was: Societa Italiana Motori, Milano.
In 1955 begonnen enkele werknemers van Motom dit Italiaanse merk. Ze maakten de Pegaso bromfiets met een 48cc-viertaktmotor met hangende cilinder. Er was geen verband met SIM in Reggio Emilia.
Andere merken met de naam SIM, zie SIM (Bradfield St George) - SIM (Reggio Emilia).